# Mușchiul subscapular

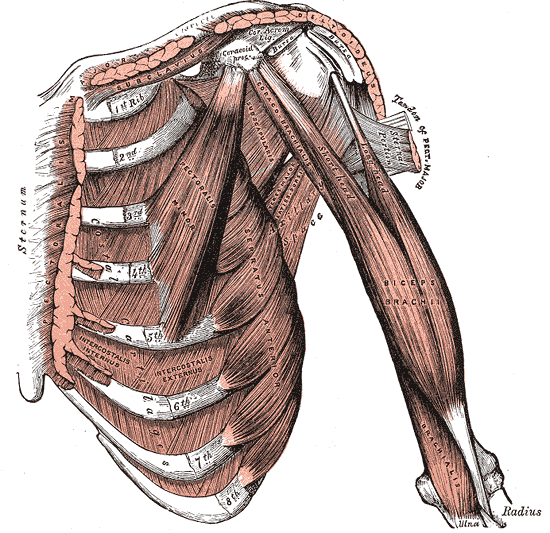
Mușchiul subscapular

Mușchiul subscapular (în roșu)

Muşchii rotatori ai brațului: mușchiul subscapular în dreapta; mușchiul infraspinos și mușchiul rotund mic în stânga

Mușchiul subscapular (Musculus subscapularis) este un mușchi triunghiular așezat în fosa subscapulară a scapulei, între scapulă și peretele posterior al cutiei toracice.

## Inserții
Are originea în fosa subscapulară (Fossa subscapularis) a scapulei; de aici toate fibrele converg lateral spre unghiul lateral al scapulei, într-un tendon puternic care aderă strâns de capsula articulației scapulohumerale (Articulatio humeri) căreia îi trimite câteva fascicule musculare și se inserează pe tuberculul mic al humerusului (Tuberculum minus humeri).

## Raporturi
Fața posterioară a corpului mușchiului subscapular acoperă fosa subscapulară. Fața sa anterioară se aplică parțial pe torace, iar în rest se îndepărtează de acesta și participă la formarea peretelui posterior al axilei. Astfel vine în raport cu conținutul axilei, mai ales cu vasele și nervii din această regiune. Medial este cuprins între scapulă și torace. 
Tendonului mușchiului subscapular posterior acoperă articulația umărului, între el și aceasta găsindu-se o bursă sinovială numită bursa subtendinoasă a mușchiului subscapular (Bursa subtendinea musculi subscapularis), pe care el alunecă. Anterior, în dreptul articulației umărului tendonului mușchiului subscapular este încrucișat de capul scurt al mușchiului biceps brahial (Caput breve musculi bicipitis brachii) și mușchiul coracobrahial (Musculus coracobrachialis), de care se află separat printr-o bursă seroasă independentă de articulație.

## Inervația
Inervația este dată de ramura superioară și inferioară a nervului subscapular (Nervi subscapulares), care provin din plexul brahial (neuromer C5—C6).

## Acțiune
Este un rotator intern (medial) puternic al brațului și antagonist al mușchiului infraspinos (Musculus infraspinatus), mușchiului rotund mic (Musculus teres minor) și porțiunii scapulare a mușchiului deltoid (Musculus deltoideus). 
Este și un adductor al brațului, când brațul este ridicat. 
În plus, este și tensor al capsulei articulației scapulohumerale și menține capul humeral (Caput humeri) în cavitatea glenoidă (Cavitas glenoidalis scapulae), având și o acțiune protectoare asupra capsulei.